# Alfred A. Smith
Alfred A. Smith (vor 1911 – nach 1952) war ein US-amerikanischer College-Fußballspieler, Fußballtrainer und -funktionär. Im Jahre 1951 wurde er in der „Builder“-Kategorie in die National Soccer Hall of Fame aufgenommen.

## Leben
Über das Leben vom Smith ist nur wenig bekannt; so gibt es auch keine zweifelsfrei nachzuvollziehenden Lebensdaten. Nach einer Karriere als College-Fußballspieler am Springfield College in Springfield im US-Bundesstaat Massachusetts in den Jahren 1911 und 1912 trainierte er dieses Team im Jahre 1913. Ein Jahr später bzw. laut anderen Quellen noch im Jahr 1913 trat er als Fußballtrainer an der Germantown Friends School, einer K-12-Schule, in Germantown, einem Stadtteil von Philadelphia im US-Bundesstaat Pennsylvania, in Erscheinung. In dieser Funktion war er daraufhin bis in die 1950er Jahre aktiv und übte parallel dazu auch die Tätigkeit des Direktors für Leibeserziehung aus. Nebenbei war er auch noch Mitglied der Philadelphia Coaches Association und in späteren Jahren (von 1948 bis 1952) Redakteur des National Collegiate Soccer Guides, der unter anderem auch unter dem Namen NCAA Soccer Guide bekannt ist. 1925 wurde eine neue Turnhalle der Germantown Friends School errichtet, die zu Ehren des langjährigen Sportdirektors und Trainers Alfred A. Smith, Smith Gymnasium genannt wurde und heute (Stand: 2016) noch immer unter diesem Namen besteht. Im Jahre 1951 wurde er in der „Builder“-Kategorie in die National Soccer Hall of Fame aufgenommen.